# Јурије Љанка
Јурије Љанка (молд. Iurie Leancă; Чимишлија, 20. октобар 1963) је политичар и бивши премијер Молдавије од 31. маја 2013. године до 18. фебруара 2015. године. Пре тога је био вршилац дужности премијера од 25. априла 2013. године. Од 2009. године до 2013. године је био министар иностраних послова и европских интеграција.
Дипломирао је на Московском институту за међународне односе, а 1989. године је радио у совјетској амбасади у Софији. Након независности Молдавије 1991. године, вршио је низ дужности у Минстарству иностраних послова.